# Shiraz (circoscrizione elettorale)
La Circoscrizione di Shiraz è un collegio elettorale iraniano istituito per l'elezione dell'Assemblea consultiva islamica. 

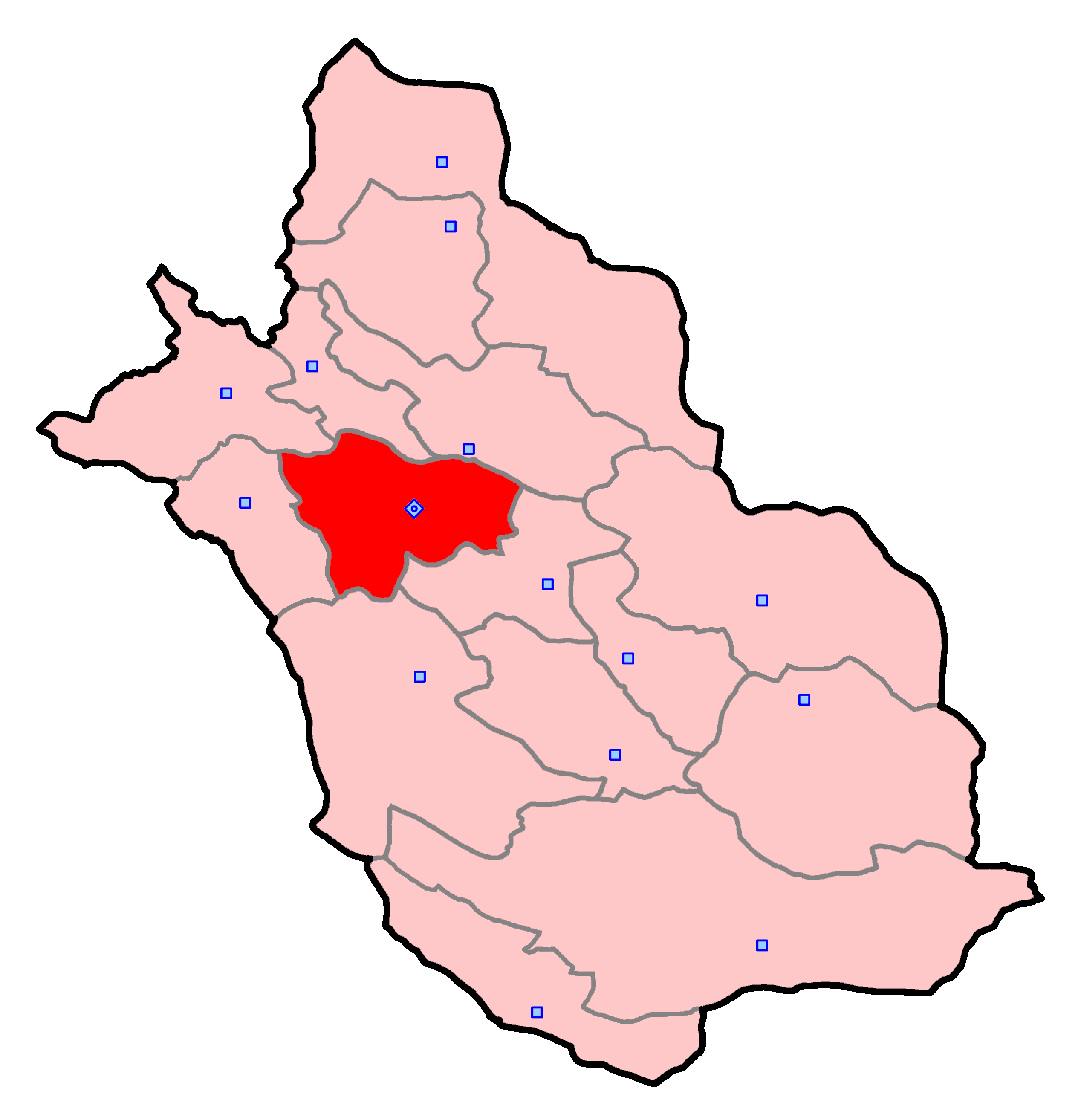
La circoscrizione di Qom, all'interno della Provincia di Fars

## Elezioni
| Elezioni parlamentari in Iran del 2016 | Elezioni parlamentari in Iran del 2016 | Elezioni parlamentari in Iran del 2016 | Elezioni parlamentari in Iran del 2016               | Elezioni parlamentari in Iran del 2016 | Elezioni parlamentari in Iran del 2016 |
| #                                      | Candidate                              | Affiliazione                           | Affiliazione                                         | Votes                                  | %                                      |
| -------------------------------------- | -------------------------------------- | -------------------------------------- | ---------------------------------------------------- | -------------------------------------- | -------------------------------------- |
| 1                                      | Bahram Parsaei                         |                                        | Coalizione Pervasiva dei Riformisti                  | 197,471                                | 34.74                                  |
| 2                                      | Farajollah Rajabi                      |                                        | Coalizione Pervasiva dei Riformisti / People's Voice | 172,883                                | 30.41                                  |
| 3                                      | Masoud Rezaei                          |                                        | Coalizione Pervasiva dei Riformisti                  | 142,667                                | 25.1                                   |
| 4                                      | Ali Akbari                             |                                        | Coalizione Pervasiva dei Riformisti                  | 132,474                                | 23.3                                   |
| 5                                      | Jafar Ghaderi                          |                                        | Grande Coalizione Principalista / People's Voice     | 111,961                                | 19.69                                  |
| 6                                      | Hossein Nejabat                        |                                        | Grande Coalizione Principalista                      | 86,517                                 | 15.22                                  |
| 7                                      | Fereydoon Abbasi                       |                                        | Grande Coalizione Principalista                      | 85,574                                 | 15.05                                  |
| 8                                      | Ahmadreza Dastgheib                    |                                        | Grande Coalizione Principalista / People's Voice     | 81,813                                 | 14.39                                  |
| 9                                      | Ebrahim Azizi                          |                                        | Non in lista (Conservatore)                          | 75,314                                 | 13.25                                  |
| 10                                     | Mohammad Reza Mohammadi Kashkouli      |                                        | Non in lista                                         | 68,816                                 | 12.1                                   |
| 11                                     | Hossein Zonnour                        |                                        | Non in lista (Conservatore)                          | 51,128                                 | 9                                      |
| 12                                     | Shahin Mohammad-Sadeghi                |                                        | Non in lista (Conservatore)                          | 49,647                                 | 8.73                                   |
| 13                                     | Masoumeh Zare                          |                                        | Fronte della Prudenza e dello Sviluppo               | 40,649                                 | 7.15                                   |
| 14                                     | Zargham Sadeghi                        |                                        | Non in lista (Conservatore)                          | 33,538                                 | 5.9                                    |
| 15                                     | Masoud Zarei                           |                                        | Non in lista                                         | 25,962                                 | 4.56                                   |
| 16                                     | Alaeddin Keramati                      |                                        | Fronte della Prudenza e dello Sviluppo               | 21,711                                 | 3.81                                   |
| ...                                    | Altri 85 Candidates                    | Altri 85 Candidates                    | Altri 85 Candidates                                  | <20,000                                | <3.5                                   |
| Voti bianchi o nulli                   | Voti bianchi o nulli                   | Voti bianchi o nulli                   | Voti bianchi o nulli                                 | 39,635                                 | 6.51                                   |
| Voti totali                            | Voti totali                            | Voti totali                            | Voti totali                                          | 608,024                                | 100                                    |

Ballottaggio
| #                    | Candidato            | Affiliazione         | Affiliazione                                      | Voti    | %     |
| -------------------- | -------------------- | -------------------- | ------------------------------------------------- | ------- | ----- |
| 1                    | Ali Akbari           |                      | Coalizione Pervasiva dei Riformisti               | 98,822  | 57.85 |
| 2                    | Jafar Ghaderi        |                      | Grande Coalizione Principalista / Voce del Popolo | 71,977  | 42.15 |
| Voti bianchi o nulli | Voti bianchi o nulli | Voti bianchi o nulli | Voti bianchi o nulli                              | 6,180   | 3.49  |
| Voti totali          | Voti totali          | Voti totali          | Voti totali                                       | 176,979 | 100   |